# Sivac
Sivac (izvirno srbsko Сивац) je naselje v Srbiji, ki upravno spada pod Občino Kula; slednja pa je del Zahodnobačkega upravnega okraja.

## Demografija
V naselju živi 7103 polnoletnih prebivalcev, pri čemer je njihova povprečna starost 39,3 let (37,7 pri moških in 40,7 pri ženskah). Naselje ima 2899 gospodinjstev, pri čemer je povprečno število članov na gospodinjstvo 3,10.
Prebivalstvo je večinoma nehomogeno, a v času zadnjih treh popisov je opazno zmanjšanje števila prebivalcev.
|  |

| Demografija | Demografija     | Demografija     |
| Leto        | Št. prebivalcev | Št. prebivalcev |
| ----------- | --------------- | --------------- |
|             |                 |                 |
|             |                 |                 |
|             |                 |                 |
|             |                 |                 |
| 1948        | 11029           |                 |
| 1953        | 11105           |                 |
| 1961        | 11448           |                 |
| 1971        | 10469           |                 |
| 1981        | 9979            |                 |
| 1991        | 9514            | 9403            |
| 2002        | 9224            | 8992            |
|             |                 |                 |

| Etnična sestava po popisu iz leta 2002 | Etnična sestava po popisu iz leta 2002 | Etnična sestava po popisu iz leta 2002 | Etnična sestava po popisu iz leta 2002 | Etnična sestava po popisu iz leta 2002 |
| -------------------------------------- | -------------------------------------- | -------------------------------------- | -------------------------------------- | -------------------------------------- |
| Srbi                                   | Srbi                                   |                                        | 5.179                                  | 57,59%                                 |
| Črnogorci                              | Črnogorci                              |                                        | 2.703                                  | 30,06%                                 |
| Madžari                                | Madžari                                |                                        | 425                                    | 4,72%                                  |
| Hrvati                                 | Hrvati                                 |                                        | 162                                    | 1,80%                                  |
| Jugoslovani                            | Jugoslovani                            |                                        | 54                                     | 0,60%                                  |
| Romi                                   | Romi                                   |                                        | 49                                     | 0,54%                                  |
| Makedonci                              | Makedonci                              |                                        | 49                                     | 0,54%                                  |
| Nemci                                  | Nemci                                  |                                        | 13                                     | 0,14%                                  |
| Rusini                                 | Rusini                                 |                                        | 12                                     | 0,13%                                  |
| Ukrajinci                              | Ukrajinci                              |                                        | 9                                      | 0,10%                                  |
| Goranci                                | Goranci                                |                                        | 8                                      | 0,08%                                  |
| Bunjevci                               | Bunjevci                               |                                        | 7                                      | 0,07%                                  |
| Slovaki                                | Slovaki                                |                                        | 6                                      | 0,06%                                  |
| Slovenci                               | Slovenci                               |                                        | 4                                      | 0,04%                                  |
| Muslimani                              | Muslimani                              |                                        | 4                                      | 0,04%                                  |
| Romuni                                 | Romuni                                 |                                        | 3                                      | 0,03%                                  |
| Bolgari                                | Bolgari                                |                                        | 1                                      | 0,01%                                  |
| Bošnjaki                               | Bošnjaki                               |                                        | 1                                      | 0,01%                                  |
| Neznano                                | Neznano                                |                                        | 66                                     | 0,73%                                  |